# Hyphen Hyphen
Hyphen Hyphen est un groupe français d'electropop, originaire de Nice et composé de Santa (chant), Line (basse, percussions) et Adam (guitare, synthé). Hyphen signifie « lien » en grec ou « trait d'union » en anglais, symbole de la communion recherchée entre les membres du groupe sur scène et avec leur public en concert. Lors de leurs apparitions, les membres d'Hyphen Hyphen arborent, sur leurs visages, un trait noir au niveau de chaque pommette.

## Biographie

### Débuts de 2009 à 2014

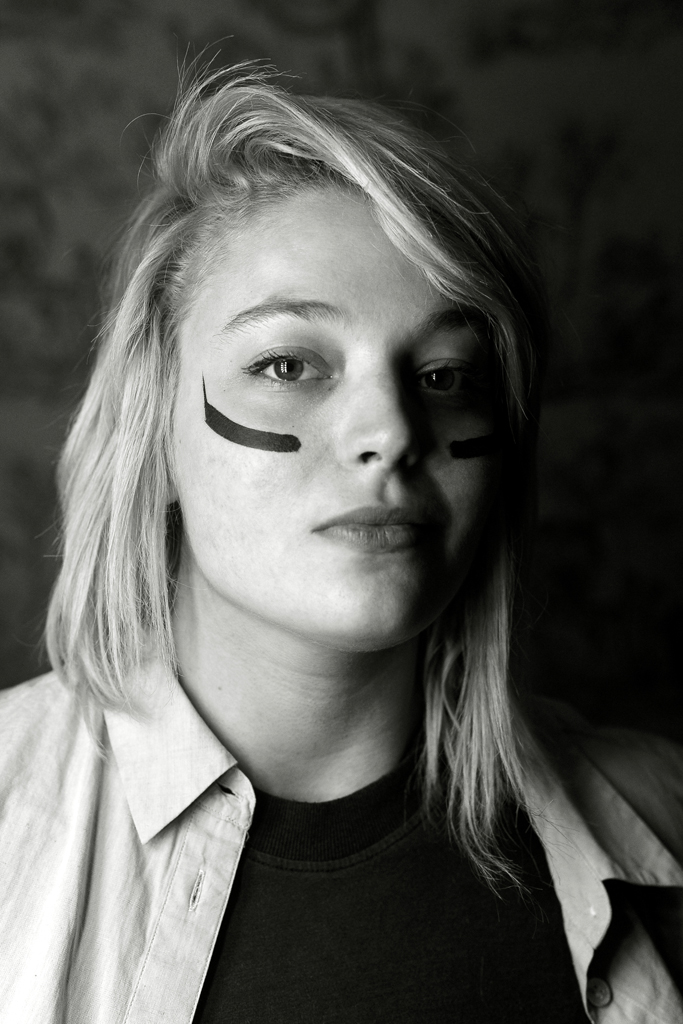
Santa - Hyphen Hyphen, en 2016.

Les membres du groupe sont originaires de Nice. Santa (Samanta Cotta) et Adam (Romain Adamo) se connaissent depuis l'enfance. Ils rencontrent Line (Laura Christin) et Zac (Zaccharie Schütte) au Lycée Masséna,. Ils créent le groupe en 2011, et remportent plusieurs tremplins musicaux (La Ruche, Zik Zac, Class'eurock). Ils doublent le terme Hyphen pour éviter toute confusion avec un autre groupe portant le même nom. Cela donne un effet stylistique, et permet aussi de prendre plus de place sur les affiches,. Le nom du groupe est abrégé en HH.
En mars 2011 sort le premier Extended play : Chewbacca I'm Your Mother. Hyphen Hyphen vient du live, et remporte le prix du Jury de l’événement Les Inrocks Lab et la Biennale des jeunes créateurs d’Europe et de Méditerranée.
En novembre 2011, le groupe se produit à Londres dans le cadre de l'ouverture d’un magasin de vêtements japonais, Uniqlo.
En mai 2012 dans le deuxième EP Wild Union, les synthétiseurs apparaissent majoritairement. HH est finaliste des découvertes du Printemps de Bourges 2012. Le groupe participe à Rock en Seine et aux Solidays.
En 2013, HH est lauréat du FAIR, des détours ADAMI mais aussi du Best Live de OÜI FM. Le groupe se produit aux festivals  Solidays, Les Transes Cévenoles, le Sakifo à Saint-Pierre et les Eurockéennes de Belfort.

### TimesetHHde 2015 à 2020
En 2015, Hyphen Hyphen sort le premier album Times,.
En 2016, Hyphen Hyphen remporte la Victoire de la musique Révélation scène. Leur performance sur Just Need Your Love suscite un engouement médiatique unanime et le 23 juin 2016, ils se produisent en live pour la dernière émission du Petit Journal sur Canal+ : Santa monte sur la table et chante avec Beth Ditto. Le groupe était déjà venu sur cette même scène pour une des premières émissions de cette saison.

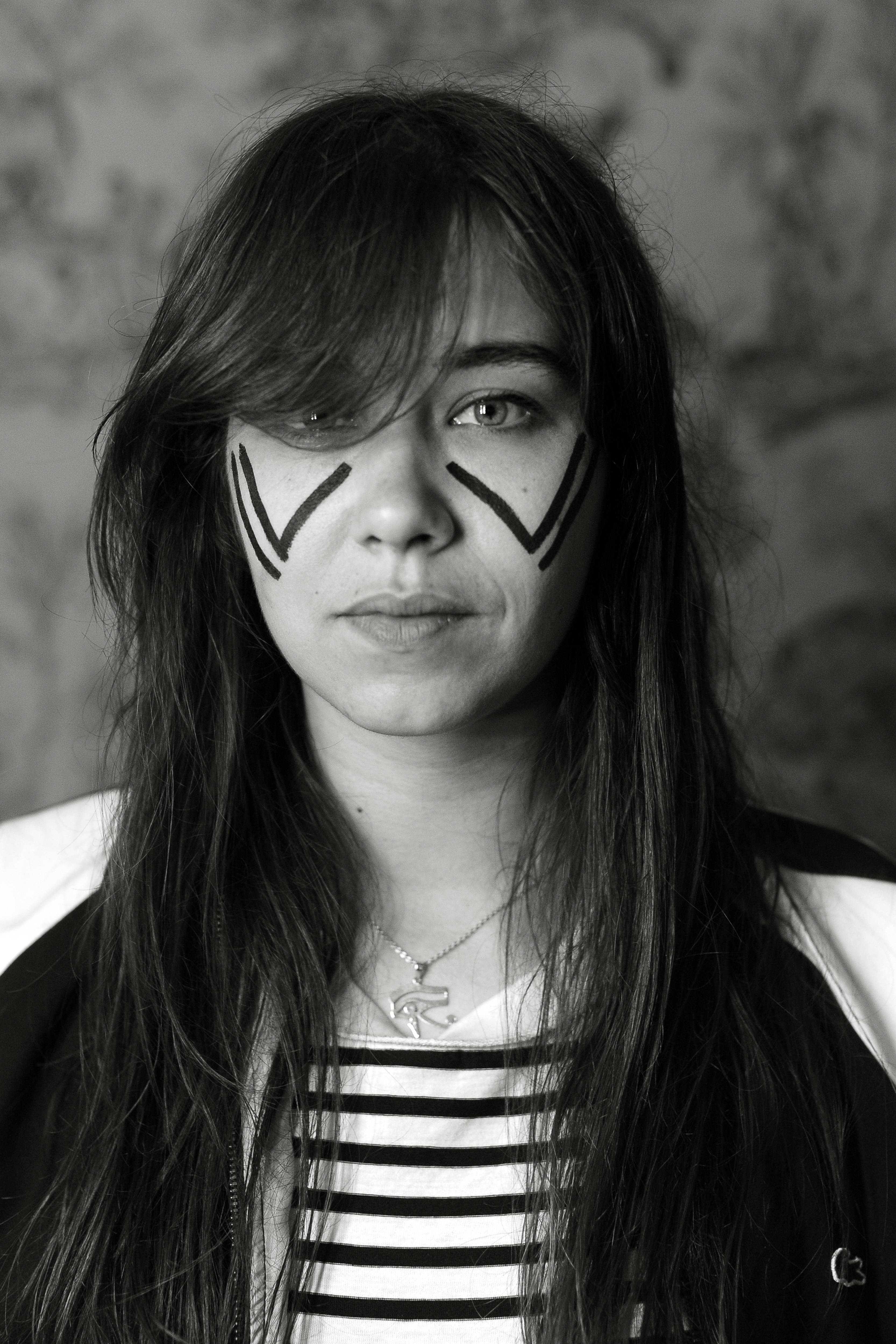
Line - Hyphen Hyphen, en 2016.

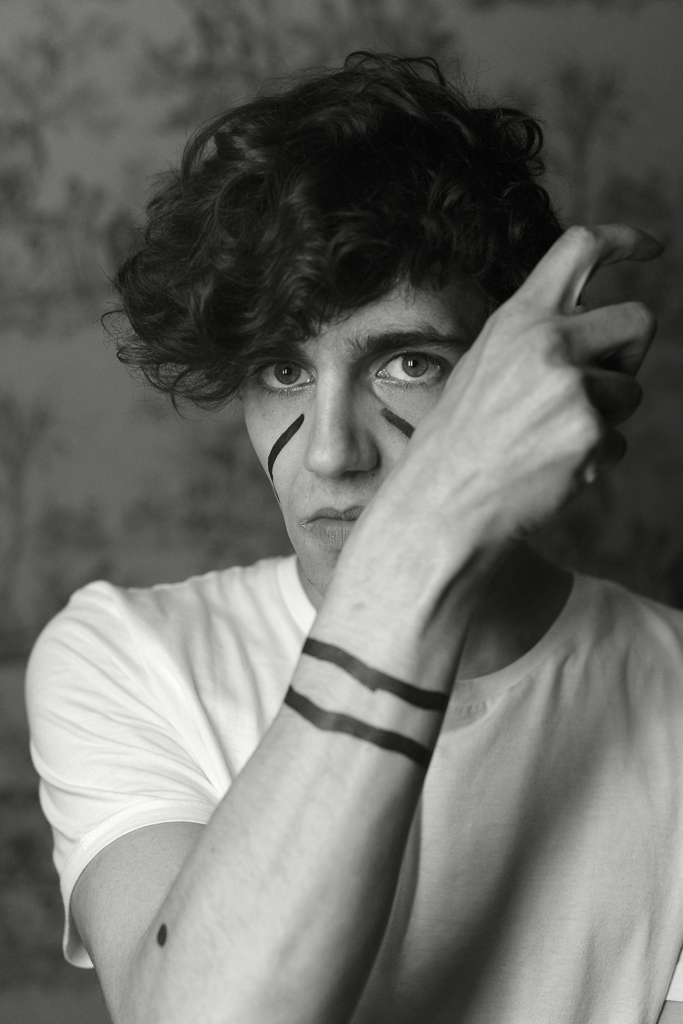
Adam - Hyphen Hyphen, en 2016.

L’année 2016 est également une grosse année de festivals pour Hyphen Hyphen : Le Rock dans tous ses états à Evreux le 25 juin 2016, le festival des Vieilles Charrues à Carhaix-Plouguer le 16 juillet 2016 (porté par Qui ne saute pas n'est pas niçois, lancé par le groupe sur scène, au lendemain des attentats de Nice), le Rock'n Poche Festival à Habère-Poche le 29 juillet 2016, et le festival La Poule des Champs à Aubérive le 9 septembre 2016.
En 2017, le parfum Si d'Armani avec Cate Blanchett a pour musique Closer to you extrait de Times.
Le 25 mai 2018, après deux ans de composition et d'écriture, le single Like Boys marque le lancement de leur deuxième album studio, HH. La tournée HH Tour comporte une centaine de dates en France dont un Zénith de Paris le 14 juin ainsi qu'en Suisse, Belgique et Allemagne.
Le 21 septembre 2019, le groupe termine sa tournée comme tête d'affiche de la première édition du Paris est Têtu Festival.
HH collabore avec Yves Saint Laurent pour Rouge volupté avec Kaia Gerber. Lacoste choisit Like Boys pour la bande son de L.12.12 French Panache. Levi's les invite à Coachella pour sa pool party aux côtés de Snoop Dogg.
En mars 2020, une tournée européenne passe par Hambourg, Berlin, Amsterdam, Anvers et Stuttgart.

### C'est la Viede 2022 à 2023
Le 13 mai 2022, le groupe sort le single Don't wait for Me, puis le 30 mai 2022 le single Too Young qui est choisi par TF1 et la FIFA comme hymne officiel du championnat d'Europe de football féminin 2022,.
La sortie du single Call my Name précède celle du troisième album d'Hyphen Hyphen C'est la Vie le 20 janvier 2023. L'album est enregistré à Bruxelles à l'ICP Studio où le groupe avait enregistré leur premier album Times.
Hyphen Hyphen donne un concert spécial Release show à La Machine du Moulin Rouge à Paris. Ce concert marque le retour du groupe sur scène en salle. Le 18 janvier 2023, la tournée européenne C'est la Vie Tour débute au 106 de Rouen, puis en Belgique, Suisse et Luxembourg. Le 6 juillet 2023, Arte filme Hyphen Hyphen au festival de Musilac. Le groupe passe aux Vieilles Charrues le 13 juillet 2023 avant d'entreprendre en août et septembre 2023 une tournée au Canada et aux États-Unis intitulée the North American Tour,,, au cours duquel il se produit au studio TD de Montréal, au Edmonton Pride Festival à Edmonton et à l'Holocène à Portland.
Pour ce nouvel opus, le groupe s'entoure de :
- Glen Ballard, producteur américain d'Alanis Morissette et Katy Perry ;
- Mike “Spike” Stent, ingénieur du son ayant déjà collaboré avec : Madonna, Beyoncé, Lady Gaga, Muse, Linkin Park, Oasis, Bastille ;
- Dan Grech pour la partie mixage : Halsey, George Ezra, The Vaccines, Lana Del Rey, Keane, Moby.

### Projets solos
Depuis 2022, la chanteuse du groupe Santa entreprend une carrière solo en français avec la sortie d'un premier EP, 999, puis d'un album à succès, Recommence-moi. Ce premier album compte deux singles certifiés disques de diamant (Popcorn salé et Recommence-moi) et est désigné album de l'année aux Victoires de la musique 2025. Il est certifié platine.
La bassiste du groupe Line débute elle aussi un projet solo sous le nom de Kid Sophie.

## Membres
- Santa[31] : Samanta Cotta est la chanteuse du groupe. Elle joue aussi du piano et de la guitare. Elle perfectionne sa voix avec Guy Roche, le coach vocal de Beyoncé.
- Line[32] : Laura Christin est la bassiste du groupe. Elle assure également les chœurs et joue des percussions sur certaines chansons.
- Adam[32] aussi appelé Puss, est le guitariste du groupe. Il joue également du synthé et assure les chœurs.

Les batteurs :
- Zac[33] : Zaccharie Schutte a quitté le groupe en 2017.
- Zoé[34] Hochberg a assuré la batterie lors de la tournée HH Tour.
- Axel Le Ray a joué de la batterie pendant le C'est la Vie Tour.

## Discographie

### Albums studio
- 2015 : Times
- 2018 : HH
- 2023 : C'est la Vie

### Album live
- 2016 : Times and Lives

### EP
- 2011 : Chewbacca I Am Your Mother
- 2012 : Wild Union

### Singles
- 2015 : The Fear is Blue, Just Need Your Love, Cause I Got a Chance
- 2018 : Like Boys, KND, Mama Sorry
- 2019 : Lonely Baby avec la chanteuse américaine Kiiara
- 2020 : Young Leaders
- 2022 : Don't wait for me, Too Young, Call my Name
- 2023 : Own God, C'est la Vie, Symphony

### Collaboration
- 2016 : Ne l'oublie jamais pour Patricia Kaas

## Distinctions
- 2016 : Finaliste du Prix Talents W9[35]
- Victoires de la musique 2016 : Victoire du groupe ou artiste révélation scène[18]
- 2023 : le magazine Têtu décerne à Santa le prix Têtu· de la révélation de l'année[36]